# 通しゃんせ (かとうれい子の曲)
「通しゃんせ」（とうしゃんせ）は、2009年1月に発表されたかとうれい子の楽曲。

## 解説
- 2009年1月にDVD映画『麻雀創世記 打天使』シリーズ第三章の主題曲として収録。2014年2月23日現在、シングル未発売[1]。